# Iglesia peregrina
La Iglesia peregrina, también llamada Iglesia militante, es como denomina la Iglesia católica a los cristianos que están en el mundo caminando hacia la Iglesia triunfante. El término militante, con el que también se denomina esta Iglesia, hace referencia a la lucha que deben hacer los cristianos en el mundo terrenal contra las tentaciones. El otro término Iglesia peregrina se refiere al camino necesario que deben recorrer los fieles cristianos de este mundo para alcanzar la vida eterna.
Según la doctrina de la fe católica expuesta en el Concilio Vaticano II por el papa Juan XXIII el cuerpo de la Iglesia católica está dividida en tres partes que juntas suman el cuerpo espiritual de Jesús de Nazaret. Las tres partes en las que se divide la iglesia católica son Iglesia purgante, Iglesia triunfante e Iglesia peregrina, también denominados como los estados que forman la Iglesia católica.

## Orígenes
Pablo el apóstol  de Jesús de Nazaret escribe de la iglesia peregrina en la siguiente cita:

«Así como el cuerpo tiene muchos miembros y sin embargo es uno, y estos miembros a pesar de ser muchos forman un solo cuerpo, así también sucede con Cristo Nuestro Señor. 
Porque todos hemos sido bautizados en un solo espíritu para formar un solo cuerpo - judío y griego, esclavos y hombres libres- y todos hemos bebido de un mismo espíritu.»
(1 Corintios 12).

## Doctrina Católica
El catecismo de la iglesia católica lo explica de este modo:

«Todos, sin embargo, aunque en grado y modo diversos, participamos en el mismo amor a Dios y al prójimo y cantamos el mismo himno de alabanza a nuestro Dios. En efecto, todos los que son de Cristo, que tienen su Espíritu, forman una misma Iglesia y están unidos entre sí en Él»
(LG 49).

Juan Crisóstomo uno de los llamados padre de la Iglesia Católica fue quien denominó por primera vez a la iglesia purgante, Iglesia peregrina e Iglesia triunfante como una parte del cuerpo espiritual de Cristo en su Homilía.
El salmo 51 del Antiguo testamento es uno de los textos empleados del papa Juan Pablo II Usado en la audiencia general del 4 de agosto de 1999 para su escrito sobre la Iglesia Peregrina y la Iglesia purgante "Purificación necesaria para el encuentro con Dios"
San Agustín declara en su libro "La ciudad de Dios" la siguiente frase: "la Iglesia avanza en su peregrinación a través de las persecuciones del mundo y de los consuelos de Dios"